# 永泰地產

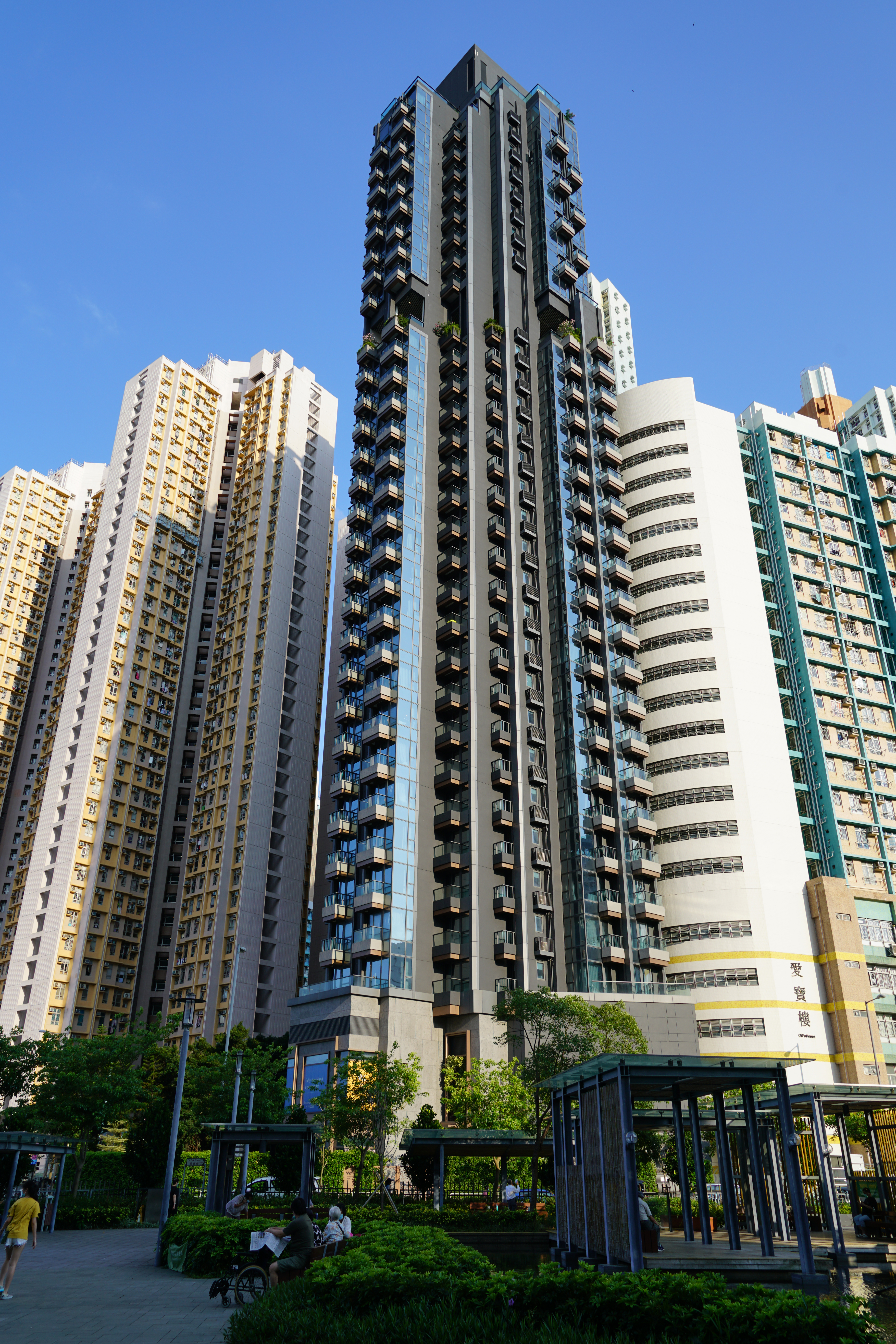
Waterfront Suites

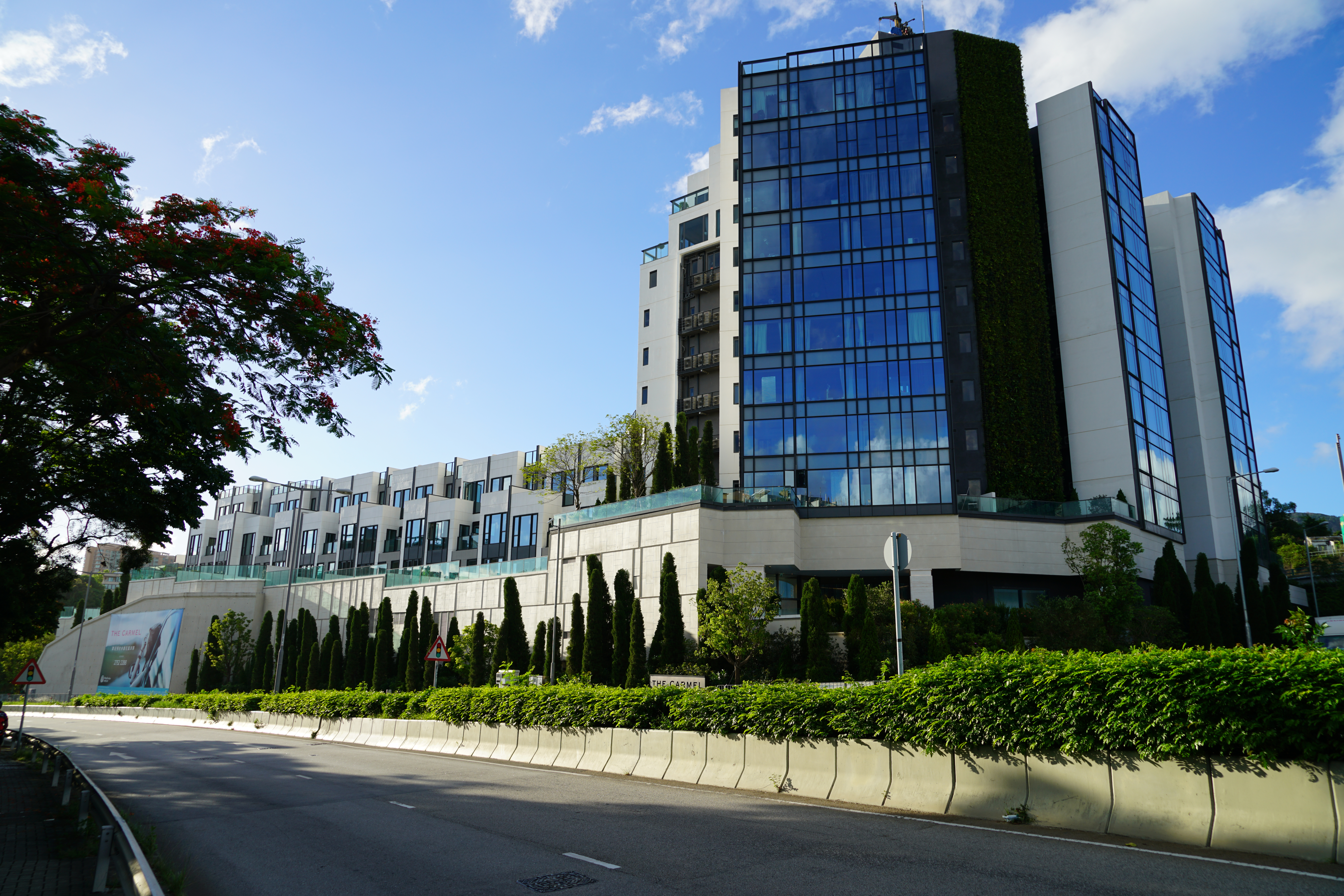
The Carmel

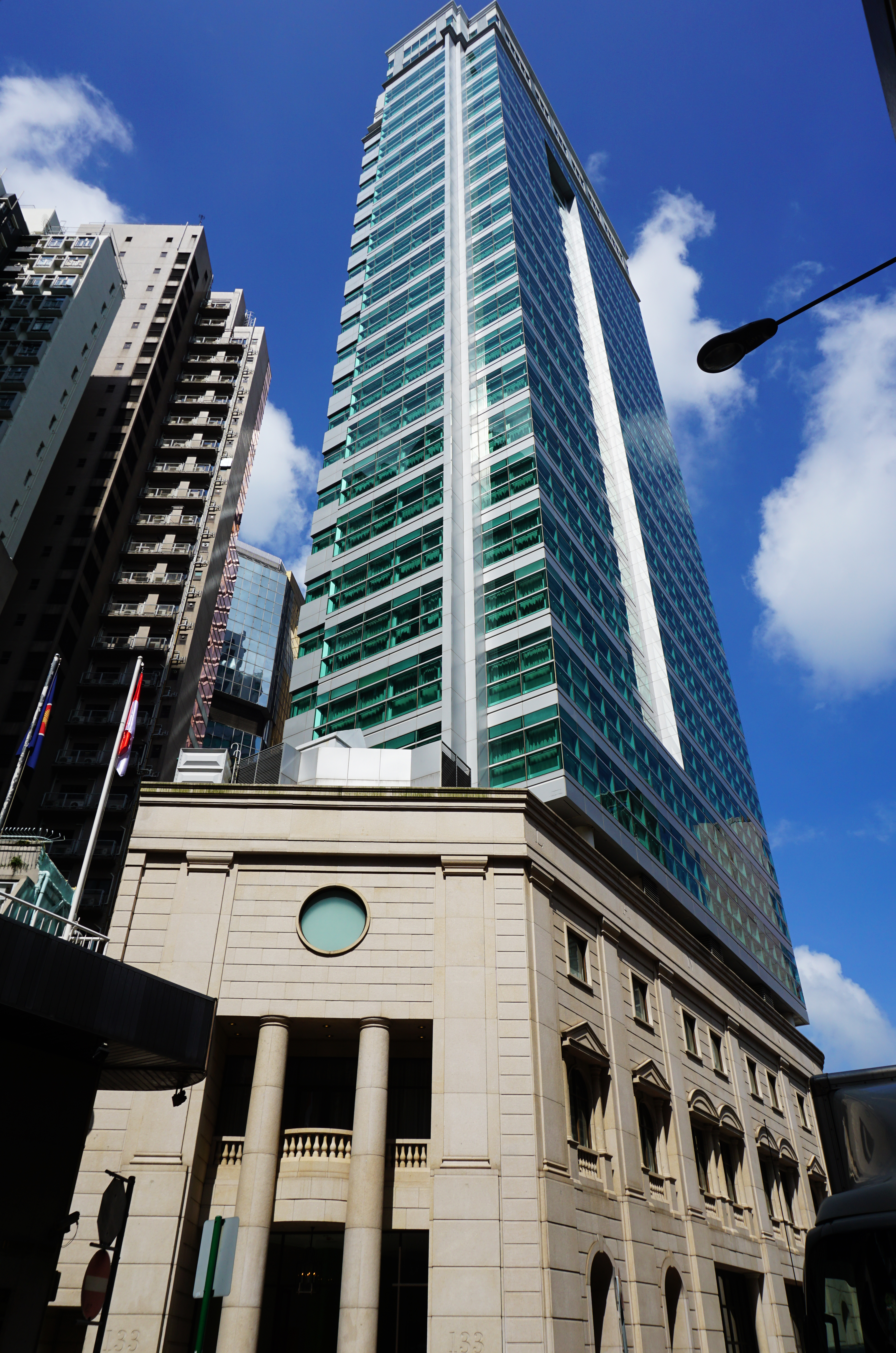
逸蘭精品酒店

永泰地產有限公司 Wing Tai Properties Limited（港交所：0369），前稱富聯國際集團（USI Holdings Limited），是一間香港上市公司，於1991年在香港聯合交易所上市，為香港和新加坡地產發展商及酒店經營者。永泰地產公司總部位於觀塘巧明街Landmark East第二座27樓。公司註冊地址在百慕達。
前身為「大元地產有限公司」（DAH YUAN REAL ESTATE COMPANY, LIMITED），則在最早在1973年2月7日上市，直至1987年，澳洲財團收購，更名「彩虹發展有限公司」（RAINBOW ORIENT CORPORATION LIMITED），1988年，被已破產的英國寶麗碧國際集團收購，直至1990年4月，被鄭翼雄家族收購，更名「富源國際有限公司」（UNITED SUCCESS INTERNATIONAL LIMITED）。
永泰地產旗下擁有兩個地產品牌永泰亞洲和 Lanson Place。發展物業包括灣仔W Square（已出售）和銅鑼灣逸蘭精品酒店等。
而集團除由永泰控股持有外，新鴻基集團亦有持有13.8%的股權。2010年，富聯國際集團易名為永泰地產。目前，公司之董事會由5位執行董事、4位非執行董事及5位獨立非執行董事組成。

## 歷史
1990年4月20日，從發生母公司做假帳醜聞、負債纍纍主角的寶麗碧遠東換取上市。
2012年4月11日以最高作價11.516億元出售英國男裝品牌Gieves & Hawkes给利邦。利邦該次收購的目標公司為Marvinbond集團及G&H International集團
2012年8月30日永泰及萬泰製衣合組財團以30.38億元投得沙田九肚第56A區B3及4地皮。上述項目地皮面積約212,051方呎，地積比率1.5倍，可建樓面約318,076方呎，即每方呎樓面地價約9551元。
2013年8月2日永泰地產以5.6318億元，按樓面159,372方呎計算，每呎地價3,534元投得，屯門小秀第55區限量地，興建49座3層高洋房，另有2座10層高住宅，總樓面近16萬方呎。
2015年12月23日永泰以10.56億元投得新界屯門第56區掃管笏路的屯門市地段第497號的住宅用地。上述項目地皮可建樓面約24,480平方米，即每方呎樓面地價約4008元。
2016年6月28日永泰以9.82億元投得屯門市地段第523號地皮。上述項目地皮可建樓面約293,600方呎，即每方呎樓面地價約3343元。
2017年10月24日永泰地產（佔65%）及資本策略地產（佔35%）合組財團Southwater Hong Kong Limited以116.2億港元，奪得市建局卑利街、嘉咸街地盤C項目，地盤位於嘉咸街、結志街及閣麟街, 地盤面積2萬8901平方呎,以項目可建樓面面積43萬3520平方呎面積計算，每方呎樓面地價約2.68萬元， 另外, 提供一個不少於1萬4100平方呎的公眾休憩用地.
2017年12月5日永泰地產以21.6256億港元出售荃灣青山公路503-515號及沙咀道1至9號永南貨倉大廈給億京發展及策劃有限公司，物業地盤面積逾50,000平方呎，總樓面497100平方呎，呎價近4,400元。
2018年2月1日，永泰地產28.488億港元現金向獨立第三方Top Sincerity出售位於灣仔軒尼詩道314-324號W Square，涉及寫字樓及零售總樓面面積128,600平方呎，呎價約22152元。買方為海外註冊公司Top Sincerity Limited，並由「收租王」永倫集團有限公司作擔保人。
2021年2月，永泰地產與冠君產業信託、董建成及呂耀東合資成立Athene Investment，收購倫敦寫字樓項目66 Shoe Lane，永泰地產佔合資公司21%股權，交易總作價2.55億英鎊，相當於27.964億港元。

## 住宅物業
- 九龍站漾日居
- 小欖漣山 （The Hillgrove）
- 九龍塘陶源 （The Bloomsville）
- 九肚山晉名峰 （The Grandville）
- 西貢白沙灣溱喬 （The Giverny）
- 西半山懿峯 （Seymour）
- 九龍塘懿薈 （Forfar）
- 大坑瑆華 （The Warren）
- 西半山No.1加冕臺 （The Pierre）
- 九肚山澐瀚（Le Cap）35%
- 九肚山澐灃（La Vetta）35%
- 筲箕灣Waterfront Suites
- 屯門THE CARMEL
- 屯門oma oma
- 屯門oma by the sea
- 大埔天賦海灣15%
- 大埔海鑽 • 天賦海灣15%
- 大埔溋玥 • 天賦海灣15%
- 紅磡何文田山畔50%

## 酒店及服務式住宅物業
- 銅鑼灣逸蘭精品酒店

## 投資物業
- 觀塘Landmark East
- 灣仔W Square（已出售）
- 卑利街、嘉咸街地盤C項目
- 九龍灣瑞興中心
- 倫敦30 Gresham Street（403639平方呎）50%
- 倫敦66 Shoe Lane 21%

## 旗下公司
- 南聯地產控股
- 永泰亞洲

## 外部參考
1. ↑  .   [2018-04-18]. （原始内容存档于2020-10-30）.
2. ↑  .   [2010-07-23]. （原始内容存档于2019-10-22）.
3. ↑  富聯國際集團 總部地址
4. ↑  永泰地產 雅虎網基本資料 的存檔，存档日期2007-08-25.
5. ↑  .   [2009-10-20]. （原始内容存档于2012-03-12）.
6. ↑  永泰地產. . https://www.wingtaiproperties.com/zh-HK/corporate_governance.   [2018-08-29]. （原始内容存档于2018-08-29）. 外部链接存在于|website= (帮助)
7. ↑  永泰地產.  (PDF). 2018-02-01  [2021-05-10]. （原始内容存档 (PDF)于2021-05-10）.
8. ↑  永泰地產.  (PDF). 2021-02-28  [2021-05-10]. （原始内容存档 (PDF)于2021-05-10）.

## 外部連結
- 永泰地產有限公司 網頁 （页面存档备份，存于）
- 西半山懿峯 網頁 （页面存档备份，存于）
- 銅鑼灣瑆華 網頁 （页面存档备份，存于）
- No.1加冕臺 網頁 （页面存档备份，存于）